# S-клас

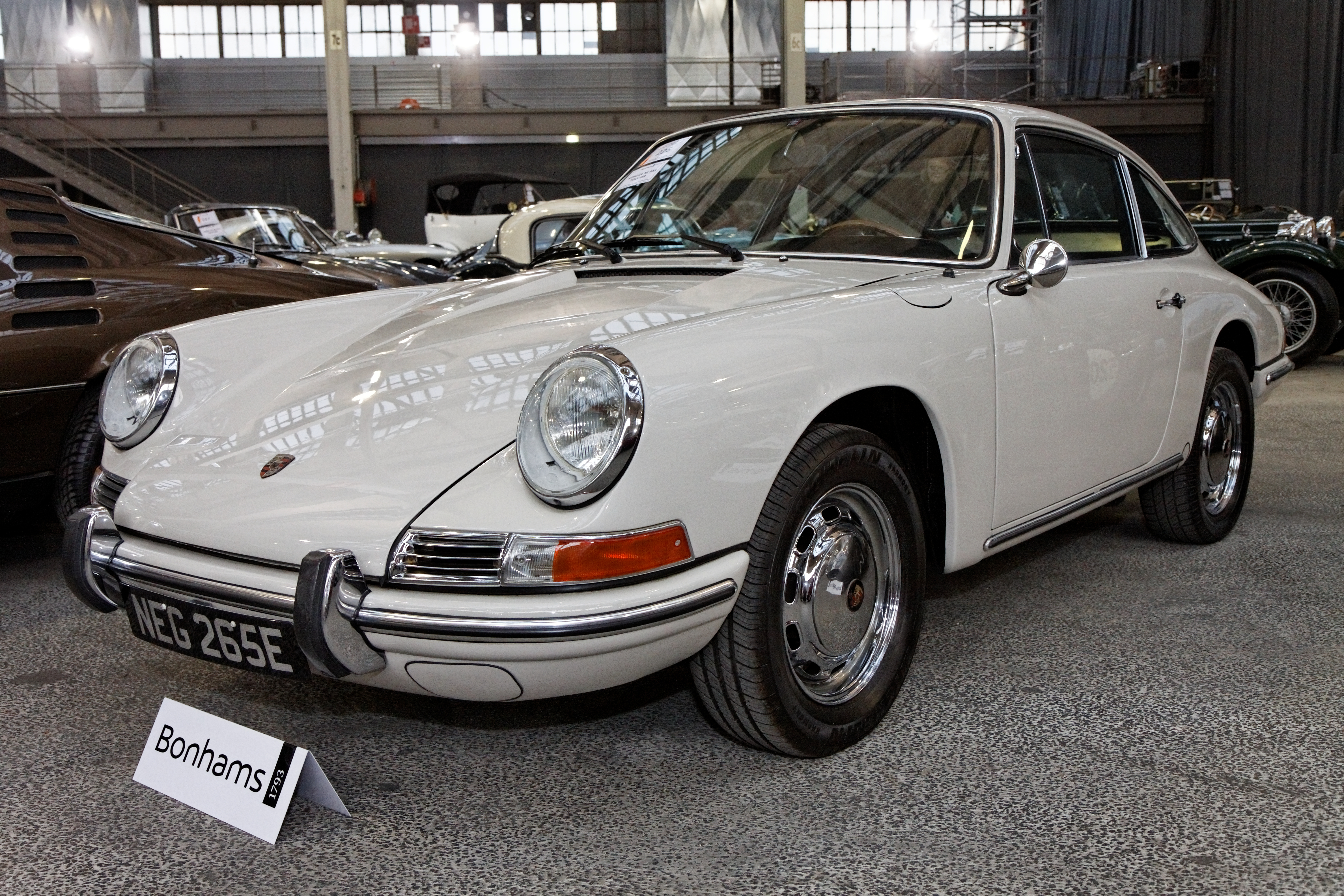
Porsche 911 (1964-1969)

S-клас в європейській класифікації легкових автомобілів відповідає спортивним купе. Автомобілі часто описуються як спортивні автомобілі, а еквівалентний клас у Euro NCAP називається "родстер спорт".

## Особливості
Автомобілі S-класу мають спортивну зовнішність і, як правило, розроблені для покращеного керування та/або прямолінійного прискорення порівняно з іншими класами. Найпоширеніші стилі кузова для автомобілів S-класу - купе і кабріолет. Задні пасажирські сидіння не є пріоритетом для автомобілів S-класу, тому багато моделей є або двомісними, або мають формулу 2+2 з відносно тісними задніми сидіннями.
Найновіші автомобілі S-класу використовують конфігурацію з передньорозташованим двигуном, але більшість автомобілів з середньорозташованим двигуном або задньорозташованим двигуном також належать до S-класу.

## Поточні моделі
У п'ятірку найпродаваніших автомобілів S-класу в Європі входять Audi TT, Mazda MX-5, Porsche 911, Ford Mustang та Porsche Boxster/Cayman.

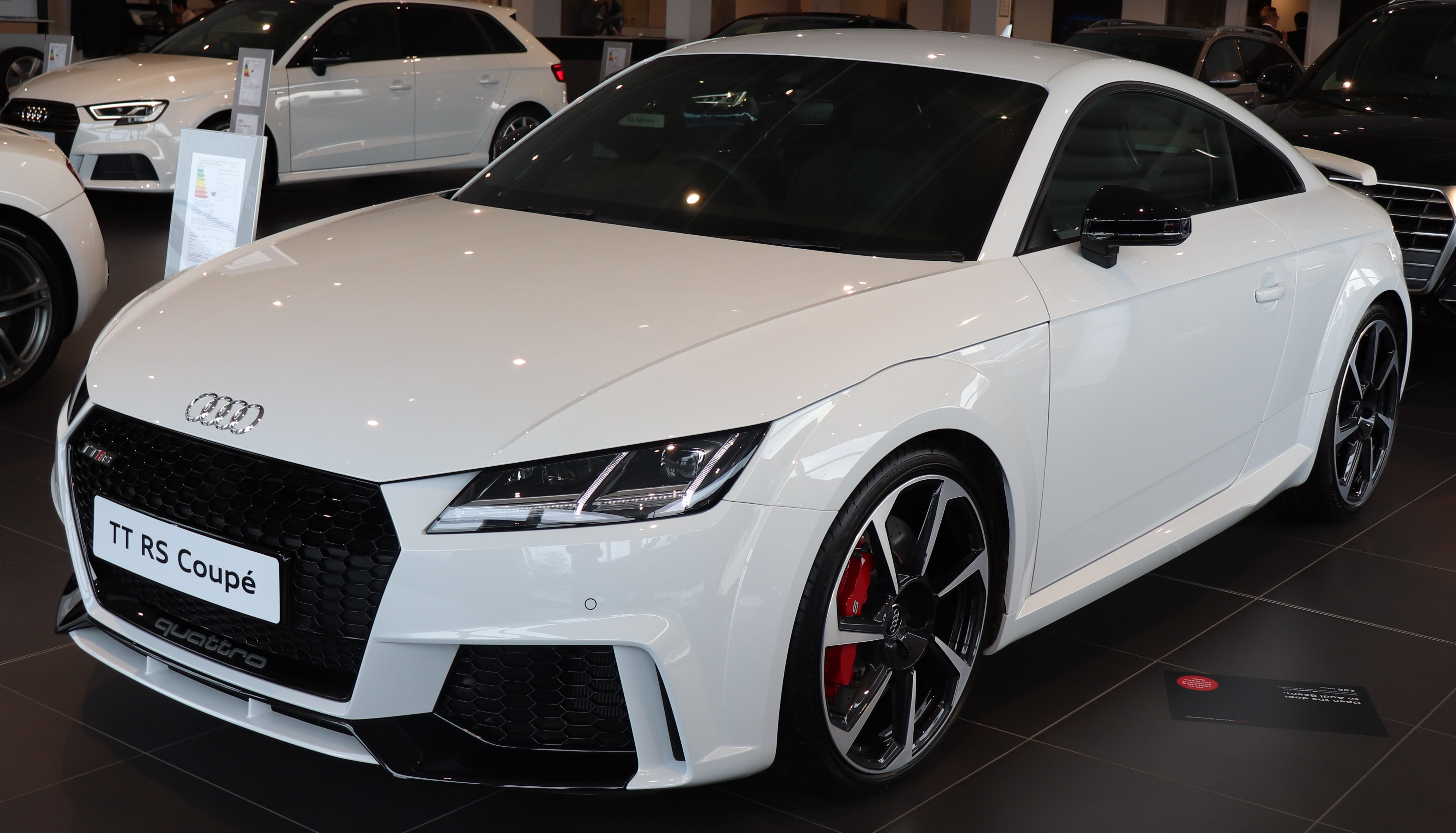
Audi TT Німеччина (1998-теперішній час)
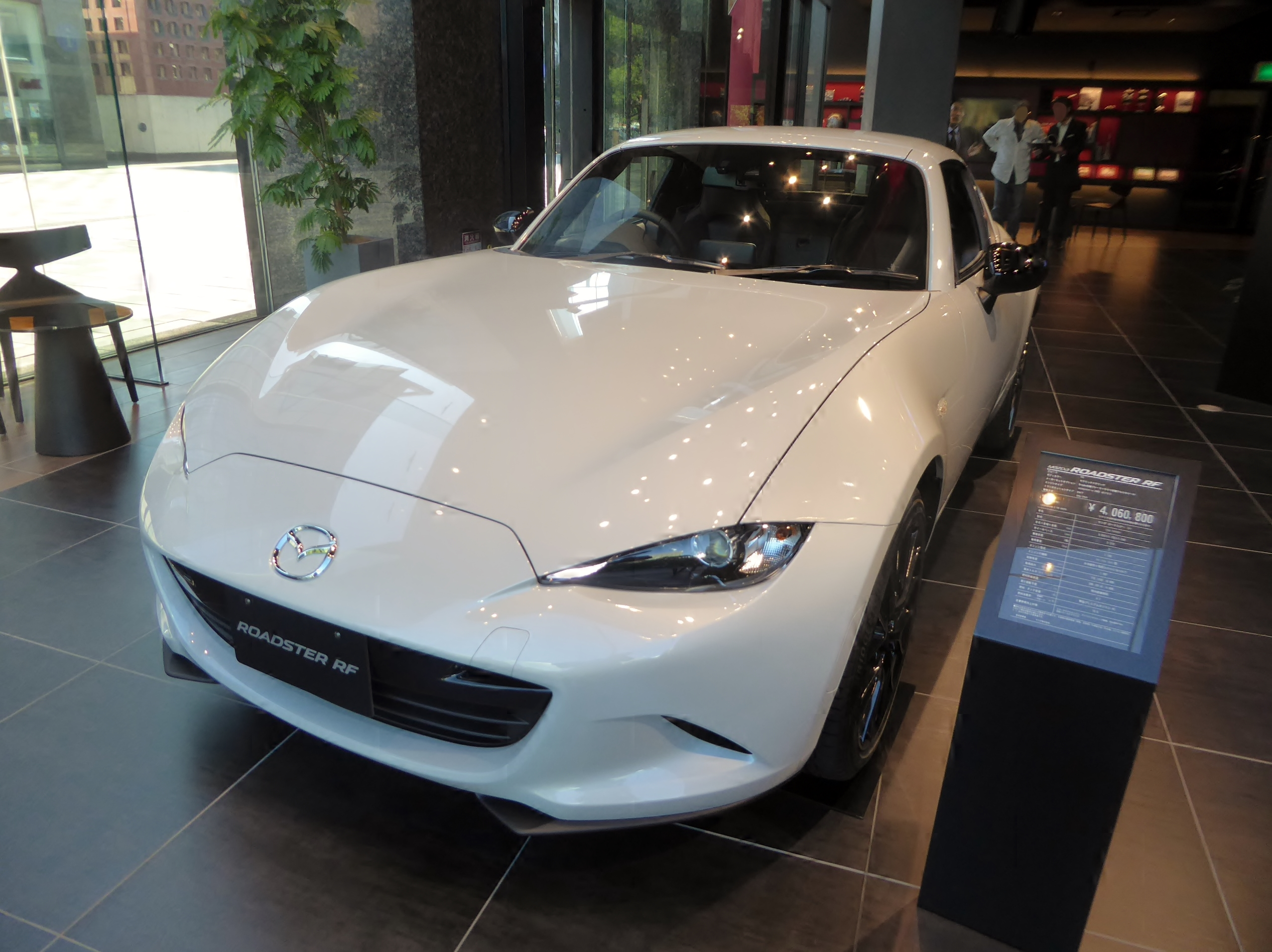
Mazda MX-5 Японія (1989-теперішній час)
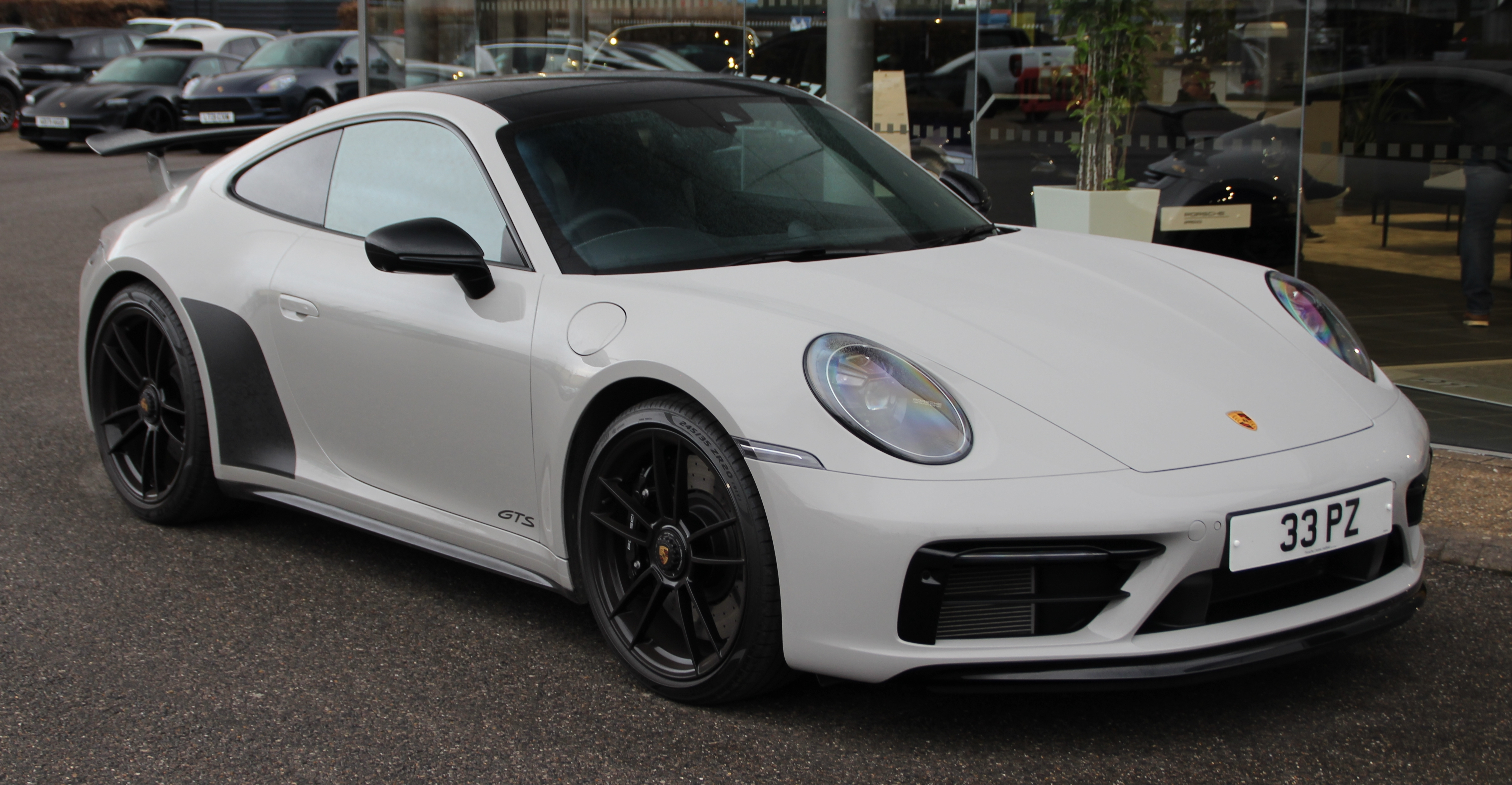
Porsche 911  Німеччина (1963-теперішній час)
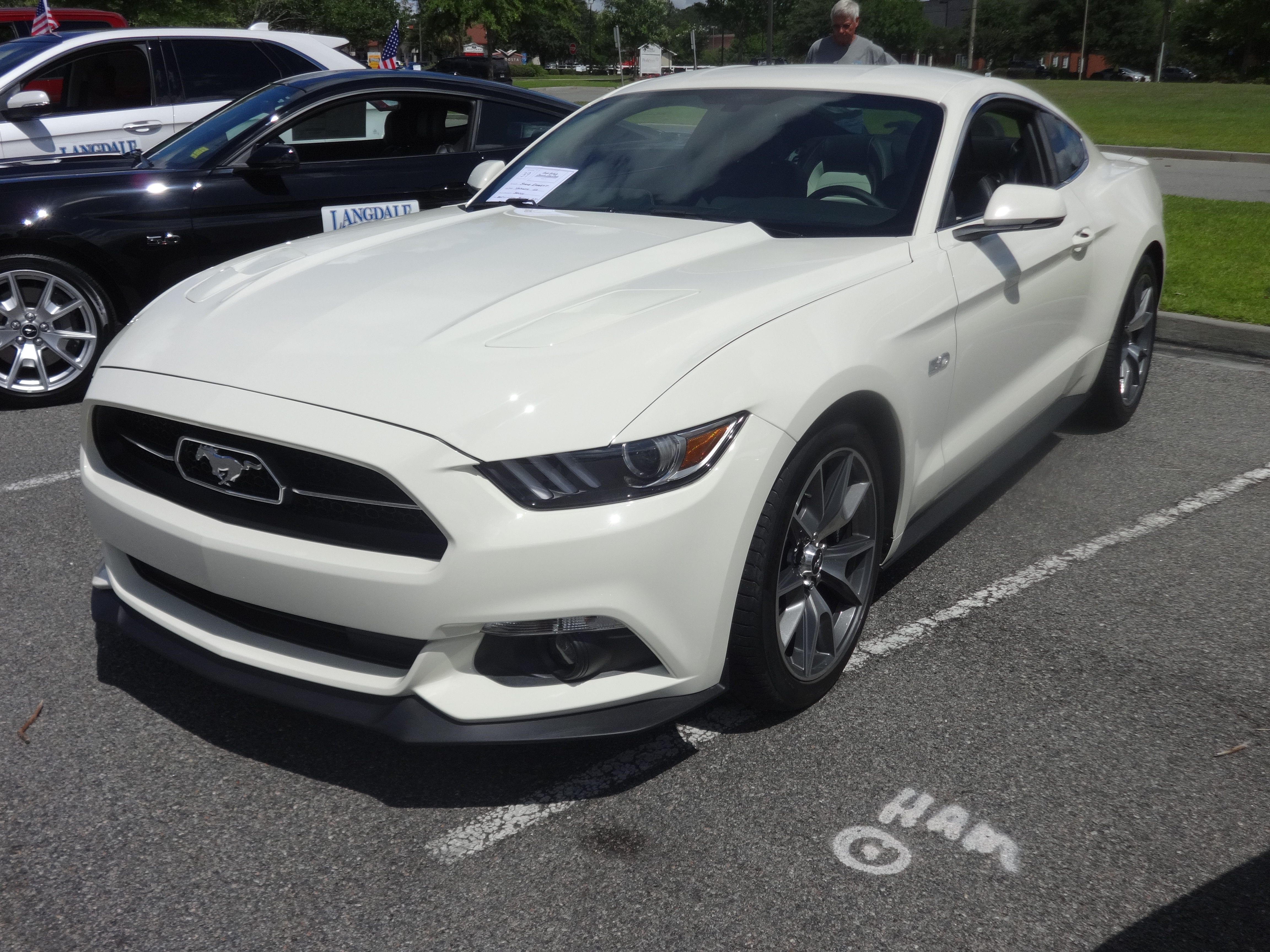
Ford Mustang США (1964-теперішній час)
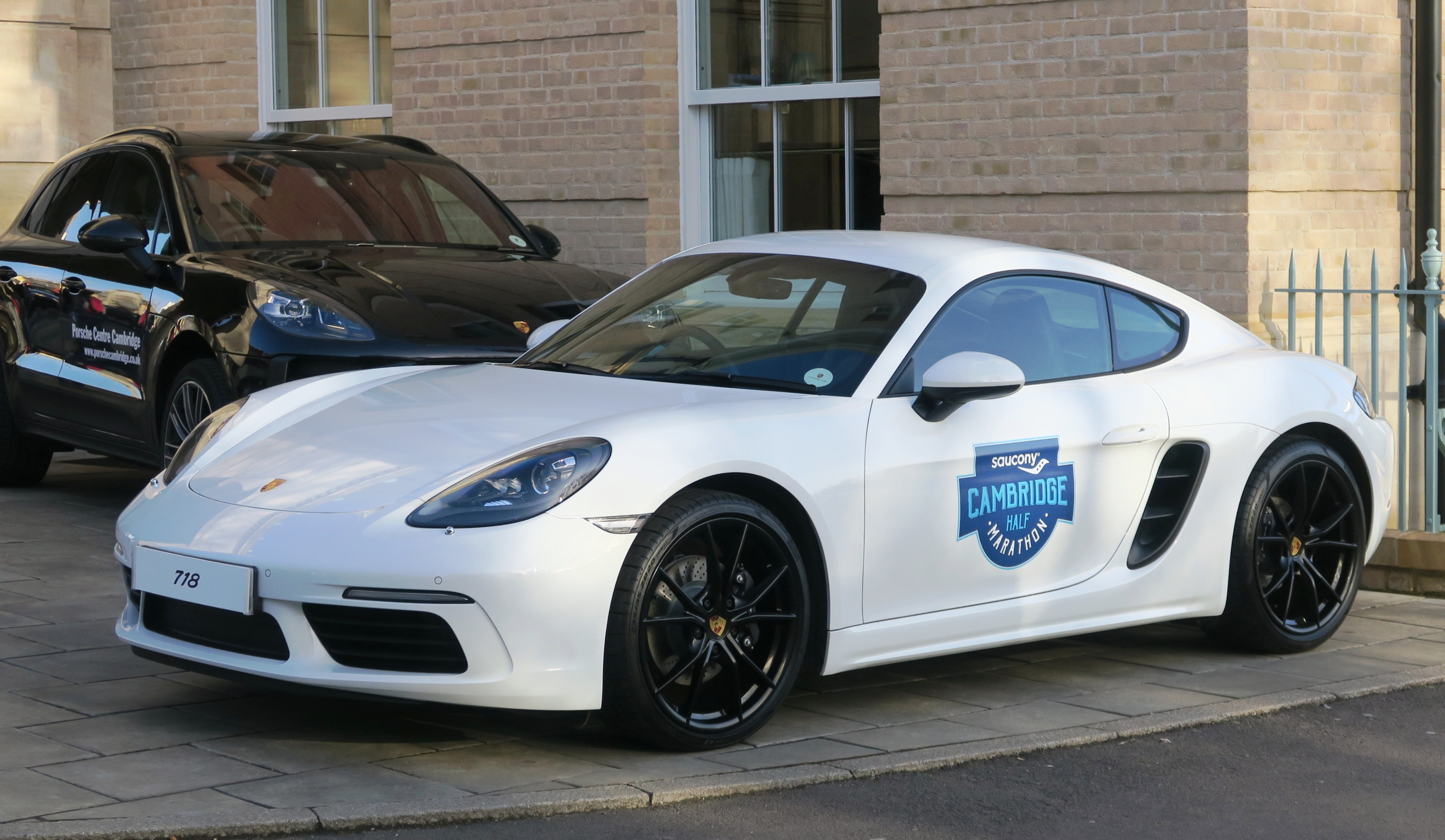
Porsche Cayman Німеччина (2005-теперішній час)

## Див. Також
- Європейська класифікація легкових автомобілів
- Гран-турізмо
- Суперкар
- Спортивний автомобіль